# Rockabillymusikere og bands
Dette er en liste over musikere og bands, som spiller rockabilly-musik.

## 0–9
- The 5.6.7.8's

## A
- Ace Andres
- Hasil Adkins
- Ace and the Ragers
- Alis Lesley
- The Alligators
- Amazing Royal Crowns

## B
- Smokey Joe Baugh
- Tommy Blake
- Eddie Bond[1]
- Bonnie Lou[2]
- Jimmy Bowen[3]
- BR549[4][5]
- Sonny Burgess[6]
- Johnny Burnette
- The Blasters[7]:265
- Rocky Burnette
- The Baseballs
- Drake Bell
- Boz Boorer
- Billy Burnette

## C
- Ray Campi
- Johnny Carroll
- Johnny Cash
- Crazy Cavan and the Rhythm Rockers
- Sanford Clark
- Joe Clay
- Eddie Cochran
- The Collins Kids
- Commander Cody and His Lost Planet Airmen[8][9][10]
- Creedence Clearwater Revival[11][12][13][14]
- Crash Craddock
- Mac Curtis
- Sonny Curtis
- The Chop Tops
- Cigar Store Indians

## D
- Ronnie Dawson[7]:270
- Jesse Dayton[15][16][17]
- Mike Deasy
- Deke Dickerson
- Al Downing

## E
- Jack Earls
- Duane Eddy
- Dave Edmunds
- The Everly Brothers[18]

## F
- Werly Fairburn
- Charlie Feathers
- Narvel Felts
- Sonny Fisher
- Eddie Fontaine
- The Four Aces
- Billy Fury
- Flat Duo Jets
- Tav Falco[19]
- Rosie Flores

## G
- Glen Glenn
- Danny Gatton
- Robert Gordon
- Grumpynators

## H
- Buddy Harman
- Bill Haley
- Hardrock Gunter
- Dale Hawkins[6]
- Ronnie Hawkins[6]
- Mickey Hawks
- Dave Hawley
- Roy Head
- Eric Heatherly[20]
- Buddy Holly
- The Honeydrippers
- Johnny Horton
- The Head Cat
- Heavy Trash
- George Hamilton IV

## I
- James Intveld
- Chris Isaak[21]

## J
- Roddy Jackson
- Wanda Jackson
- Jackslacks
- Juke Joint Gamblers
- Jason & the Scorchers
- The Jets
- Jimmy and the Mustangs

## K
- Buddy Knox

## L
- Sleepy LaBeef
- Gene Lamarr
- Brenda Lee
- Jerry Lee Lewis
- Margaret Lewis
- Jim Lowe
- Nick Lowe
- Lyle Lovett[22]
- Bob Luman
- The Lucky Bullets
- Legendary Shack Shakers[23][24][25][26][27][28][29][30][31]
- The Living End
- Lone Justice

## M
- Janis Martin
- Matchbox
- Imelda May
- JD McPherson
- Lonnie Mack
- Carl Mann
- Grady Martin
- Clinton Miller
- Bob Moore
- Sparkle Moore
- Roy Moss
- Keith O'Conner Murphy

## N
- Ricky Nelson
- Steve Nardella
- Mojo Nixon[32]

## O
- Roy Orbison
- Buck Owens

## P
- Carl Perkins[7]:280
- Joe Poovey
- Johnny Powers
- Elvis Presley
- The Phenomenauts
- The Polecats

## R
- Marvin Rainwater
- Jerry Reed
- Jody Reynolds
- Cliff Richard[33]
- Charlie Rich
- Billy Lee Riley[6]
- Marty Robbins
- Rattled Roosters
- The Reverend Horton Heat
- Lee Rocker
- The RockTigers
- Skid Roper[32]
- Dexter Romweber
- The Razorbacks
- Red Hot and Blue
- The Rockats
- Rockpile
- Royal Teens
- Jane Rose

## S
- Jack Scott
- Ronnie Self
- Brian Setzer
- Del Shannon
- Jumpin' Gene Simmons
- Ray Smith
- Warren Smith
- Sonny and his Wild Cows
- Bobby Sowell
- Gene Summers
- Dan Sartain
- Southern Culture on the Skids[34][35]
- Shakin Stevens
- Stray Cats
- Billy Swan
- Marty Stuart

## T
- Taggy Tones
- Tom Tall
- Vernon Taylor
- Vince Taylor
- The Thirsty Crows
- Hayden Thompson
- Tommy & The Tom Toms aka The Bill Smith Combo
- Conway Twitty
- Tiger Army

## V
- Gene Vincent
- Volbeat

## W
- Marty Wilde
- Hank Williams
- Link Wray

## Y
- The Young Werewolves
- Dwight Yoakam[36]
- Malcolm Yelvington
- Neil Young and the Shocking Pinks

## Z
- Eddie Zack